# Elfstedentriatlon
De Elfstedentriatlon is een sportieve uitdaging, bestaande uit 200 kilometer zwemmen, fietsen en hardlopen op het parcours van de Friese Elfstedentocht.
Stefan van der Pal was in 2022 de eerste persoon ooit die de Elfstedentriatlon heeft volbracht. Binnen een week zwom hij 200 kilometer, daarna fietste hij de tocht en vervolgens legde hij de route nog een keer hardlopend af. Hij haalde hiermee geld op voor een stichting die zich inzet voor onderzoek naar hersenstamkanker bij kinderen. Hij ontving hiervoor de zilveren sportpenning van de gemeente Leeuwarden.
Maarten van der Weijden heeft in 2023 als tweede ooit de tocht af gelegd. Hij legde het laatste deel wandelend af en haalde meer dan 3 miljoen op voor kanker onderzoek.
De derde persoon die de tocht aflegde was de Nijmeegse triatleet Eltjo Bazen. Hij  legde de tocht in vier weken af tussen 7 juli en 6 augustus 2025. Hij deed het in tegenstelling tot Stefan en Maarten helemaal alleen, zonder begeleidingsteam.